# Resolutie 1319 Veiligheidsraad Verenigde Naties
Resolutie 1319 van de Veiligheidsraad van de Verenigde Naties werd unaniem door de Veiligheidsraad van de Verenigde Naties aangenomen op 8 september 2000. De resolutie riep Indonesië en het VN-overgangsbestuur in Oost-Timor op om hard op te treden tegen milities op Timor, nadat deze VN-personeel hadden gedood.

## Achtergrond
Nadat Portugal zijn kolonies losgelaten had, werd Oost-Timor eind 1975 na een korte burgeroorlog onafhankelijk. Korte tijd later viel Indonesië het land binnen en brak een oorlog uit, waarna Oost-Timor werd ingelijfd. In 1999 stemde Indonesië in met een volksraadpleging over meer autonomie of onafhankelijkheid, waarop het merendeel van de bevolking voor de tweede optie koos.

## Inhoud
De Veiligheidsraad herinnerde aan zijn eerdere bezorgdheid over de vele vluchtelingen in Oost-Timor. Nu was men ontzet over de brutale moord op VN-personeel door een door militia geleide menigte op 6 september. De aanvallen tegen internationaal personeel in het land en op vluchtelingen werden veroordeeld. Indonesië had laten weten eveneens ontzet te zijn over de moord op UNHCR-personeel, een onderzoek te zullen voeren en de schuldigen streng te zullen straffen.
De Veiligheidsraad stond erop dat Indonesië alle militia onmiddellijk zou ontwapenen, de orde in de betrokken gebieden zou handhaven en de veiligheid in de vluchtelingenkampen zou verzekeren. In Oost-Timor hadden grove mensenrechtenschendingen plaatsgevonden. De verantwoordelijken daarvoor moesten worden berecht en daarin had de VN een rol te spelen.
Indonesië werd opgeroepen te zorgen dat vluchtelingen veilig konden terugkeren en dat zij die wensten te blijven gehuisvest werden. Indonesië had ook meer troepen naar West-Timor gestuurd, maar de Veiligheidsraad benadrukte dat de UNHCR daar niet kon terugkeren voordat er een echte veiligheidsgarantie was, inclusief echte vooruitgang in de ontwapening van milities.
De Veiligheidsraad benadrukte ten slotte dat de UNTAET hard moest optreden tegen de bedreiging van de milities, in overeenstemming met resolutie 1272.

## Verwante resoluties
- Resolutie 1264 Veiligheidsraad Verenigde Naties (1999)
- Resolutie 1272 Veiligheidsraad Verenigde Naties (1999)
- Resolutie 1338 Veiligheidsraad Verenigde Naties (2001)
- Resolutie 1392 Veiligheidsraad Verenigde Naties (2002)

Lijst ·  1285 ·  1286 ·  1287 ·  1288 ·  1289 ·  1290 ·  1291 ·  1292 ·  1293 ·  1294 ·  1295 ·  1296 ·  1297 ·  1298 ·  1299 ·  1300 ·  1301 ·  1302 ·  1303 ·  1304 ·  1305 ·  1306 ·  1307 ·  1308 ·  1309 ·  1310 ·  1311 ·  1312 ·  1313 ·  1314 ·  1315 ·  1316 ·  1317 ·  1318 ·  1319 ·  1320 ·  1321 ·  1322 ·  1323 ·  1324 ·  1325 ·  1326 ·  1327 ·  1328 ·  1329 ·  1330 ·  1331 ·  1332 ·  1333 ·  1334